# 資訊偶遇
資訊偶遇（Information Encountering），描述在資訊尋求行為過程中沒有預期性，意外尋獲資源的現象。資訊偶遇發生在使用者在找特定主題時發現其他主題的資訊，也可能在日常的例行工作中偶遇資訊，被偶遇的資訊可能是跨領域甚至是跨時空的資訊需求。

## 資訊偶遇者的類型
Sanda Erdelez將資訊偶遇族群分為四種，分別為：
- Super-encounterers：
  - 資訊偶遇頻率非常高者，他們依賴並以資訊偶遇為資訊搜尋的方法之一，認為資訊偶遇本身就是資訊尋求行為的一部分。
- Encounterers：
  - 這個族群常偶遇資訊，但不將資訊偶遇視為資訊行為的一部分，他們沒有察覺到資訊偶遇和資訊尋求行為之間的關聯。
- Occasional encounterers：
  - 偶而偶遇資訊，只將資訊偶遇視為偶然甚至是運氣。
- Nonecounterers：
  - 很少有相關經驗者。

它是一種人生的過程 我們人生就是不段的偶遇

## 資訊偶遇的特色
良好的資訊偶遇經驗，會讓使用者以後在類似情境中刻意製造資訊偶遇，改變使用者的資訊尋求行為，資訊偶遇如所符合使用者需求，可以有節省時間的效益並且強化瀏覽的興趣，但當大量無關的偶遇出現讓使用者分心無暇處理資訊，反而會造成負面的影響，讓使用者拒絕資訊偶遇的發生。不管是怎樣的資訊偶遇經驗，對會對使用者未來的檢索與資訊尋求行為產生影響，使用者會根據這樣的經驗去修正改變資訊尋求行為。另外，資訊偶遇也會造成不同資訊需求的轉換。
經常資訊偶遇者，通常興趣廣泛多元，有跨領域的涉獵，好奇心強、樂於探索等個人特質。